# Paradelphomyia platymera
Paradelphomyia platymera är en tvåvingeart som beskrevs av Alexander 1972. Paradelphomyia platymera ingår i släktet Paradelphomyia och familjen småharkrankar.
Artens utbredningsområde är Etiopien. Inga underarter finns listade i Catalogue of Life.